# 14 Herculis b
14 Herculis b – planeta pozasłoneczna najprawdopodobniej typu gazowy olbrzym, orbitująca wokół gwiazdy 14 Herculis. Została odkryta w 1998 roku.